# Universal Mother
Universal Mother é o quarto álbum de estúdio da cantora Sinéad O'Connor, lançado a 13 de Setembro de 1994.

## Faixas
1. "Germaine" – 0:38
2. "Fire on Babylon" (O'Connor, Reynolds) – 5:11
3. "John I Love You" (Coulter, O'Connor) – 5:31
4. "My Darling Child" (Coulter, O'Connor) – 3:09
5. "Am I a Human?" (Jake Reynolds) – 0:24
6. "Red Football" (Coulter, O'Connor) – 2:48
7. "All Apologies" (Kurt Cobain) – 2:37
8. "A Perfect Indian" (Coulter, O'Connor) – 4:22
9. "Scorn Not His Simplicity" (Coulter, O'Connor) – 4:26
10. "All Babies" (O'Connor, Reynolds) – 4:29
11. "In This Heart" (Coulter, O'Connor) – 3:11
12. "Tiny Grief Song" (Coulter, O'Connor) – 1:56
13. "Famine" (Clayton, O'Connor) – 4:56
14. "Thank You for Hearing Me" (O'Connor, Reynolds) – 6:25

## Tabelas
Álbum
| Tabela (1994) | Posição |
| ------------- | ------- |
| Billboard 200 | 36      |

## Créditos
- Sinéad O'Connor - Vocal, piano
- John Reynolds - Bateria, baixo, teclados
- Dave Clayton - Teclados
- Marco Pirroni - Guitarra
- Ivan Gilliland - Guitarra
- Nicky Scott - Baixo
- Phil Coulter - Piano
- John O'Cane - Violoncelo
- Clare Kenny - Baixo